# 西港里
西港里位於臺灣臺南市西港區中部，是區公所、農會等重要行政機關的所在地:595:41。里內有西港仔街（西港仔）、瓦厝內、茄苳腳、堀仔頭等庄頭，即西港慶安宮五角頭中的四個角頭:595:42。

## 沿革
該里在日治時期屬於西港庄大字西港，二次大戰後設為西港村:595:41。民國77年（1988年）7月1日因人口增加，於是以中山路（台19線）為界，西邊分割出慶安村:595:41。2010年12月25日，因臺南縣市合併升格，改為西港里。2018年1月29日，調整了與營西里之間的里界。